# 伊克斯普雷斯島
Earth 62°26′35″S 59°59′23″W / 62.44306°S 59.98972°W
伊克斯普雷斯島（Express Island），是南極洲的島嶼，位於南設得蘭群島的格林尼治島西北岸對開海域，處於格雷夫斯峰以北的拉茲洛格灣東部，長1.23公里，現時由南極條約體系管理。